# 2014 en science-fiction
| Années de la science-fiction : 2011 - 2012 - 2013 - 2014 - 2015 - 2016 - 2017    |
| Décennies de la science-fiction : 1980 - 1990 - 2000 - 2010 - 2020 - 2030 - 2040 |

L'année 2014 est marquée, en matière de science-fiction, par les événements suivants.

## Naissances et décès

### Décès
- 16 février : Michael Shea, écrivain américain, mort à 67 ans.
- 18 mars : Lucius Shepard, écrivain américain, mort à 70 ans.
- 30 mai : Michael Szameit, écrivain allemand.
- 1er juin : Jay Lake, écrivain américain, mort à 49 ans.
- 15 juin : Daniel Keyes, écrivain américain, mort à 86 ans.
- 30 juin : Frank M. Robinson, écrivain américain, né en 1926, mort à 87 ans.
- 13 juillet : Thomas Berger, écrivain américain, né en 1924, mort à 89 ans.

## Événements
- Fin de parution du magazine britannique SciFiNow.

## Prix

### Prix Hugo
- Roman : La Justice de l'ancillaire (Ancillary Justice) par Ann Leckie
- Roman court : Équoïde (Equoid) par Charles Stross
- Nouvelle longue : La Lady Astronaute de Mars (The Lady Astronaut of Mars) par Mary Robinette Kowal
- Nouvelle courte : The Water That Falls on You from Nowhere par John Chu (en)
- Livre non-fictif ou apparenté : We Have Always Fought: Challenging the Women, Cattle and Slaves Narrative par Kameron Hurley
- Roman graphique : Time, écrit et dessiné par Randall Munroe
- Film : Gravity, scénarisé et dirigé par Alfonso Cuarón
- Série ou court-métrage : l'épisode Les Pluies de Castamere de Game of Thrones, scénarisé par George R. R. Martin, dirigé par Neil Marshall
- Éditeur de nouvelles : Ellen Datlow
- Éditeur de romans : Ginjer Buchanan
- Artiste professionnel : Julie Dillon
- Magazine semi-professionnel : Lightspeed
- Magazine amateur : A Dribble of Ink
- Écrivain amateur : Kameron Hurley
- Artiste amateur : Sarah Webb
- Podcast amateur : SF Signal Podcast
- Prix Campbell : Sofia Samatar

### Prix Nebula
- Roman : Annihilation (Annihilation) par Jeff VanderMeer
- Roman court : Yesterday’s Kin par Nancy Kress
- Nouvelle longue : A Guide to the Fruits of Hawai’i par Alaya Dawn Johnson
- Nouvelle courte : Jackalope Wives par Ursula Vernon
- Prix Andre Norton : Love Is the Drug par Alaya Dawn Johnson
- Prix Solstice : Joanna Russ et Stanley Schmid
- Prix Ray Bradbury : Les Gardiens de la Galaxie (Guardians of the Galaxy) par James Gunn (metteur en scène) et James Gunn et Nicole Periman (scénaristes)
- Prix du service pour la SFWA : Jeffry Dwight
- Grand maître : Larry Niven

### Prix Locus
- Roman de science-fiction : La Porte d'Abaddon (Abaddon's Gate) par James S. A. Corey
- Roman de fantasy : L'Océan au bout du chemin (The Ocean at the End of the Lane) par Neil Gaiman
- Roman pour jeunes adultes : La Fille qui survola Féérie et coupa la Lune en deux (The Girl Who Soared Over Fairyland and Cut the Moon in Two) par Catherynne M. Valente
- Premier roman : La Justice de l'ancillaire (Ancillary Justice) par Ann Leckie
- Roman court : Six-Gun Snow White par Catherynne M. Valente
- Nouvelle longue : La Belle et le Fuseau (The Sleeper and the Spindle) par Neil Gaiman
- Nouvelle courte : The Road of Needles par Caitlín R. Kiernan
- Recueil de nouvelles : Les Veilleurs (The Best of Connie Willis) par Connie Willis
- Anthologie : Old Mars par George R. R. Martin et Gardner Dozois
- Livre non-fictif : Wonderbook: The Illustrated Guide to Creating Imaginative Fiction par Jeff VanderMeer
- Livre d'art : Spectrum 20: The Best in Contemporary Fantastic Art par Cathy Fenner et Arnie Fenner, éds.
- Éditeur : Ellen Datlow
- Magazine : Asimov's Science Fiction
- Maison d'édition : Tor Books
- Artiste : Michael Whelan

### Prix British Science Fiction
- Roman : L'Épée de l'ancillaire (Ancillary Sword) par Ann Leckie
- Fiction courte : The Honey Trap par Ruth E J Booth

### Prix Arthur-C.-Clarke
- Lauréat : La Justice de l'ancillaire (Ancillary Justice) par Ann Leckie

### Prix Sidewise
- Format long : The Enemy Within par Kristine Kathryn Rusch
- Format court : Long-courrier (The Long Haul: From the Annals of Transportation, The Pacific Monthly, May 2009) par Ken Liu

### Prix E. E. Smith Memorial
- Lauréat : Robert J. Sawyer

### Prix Theodore-Sturgeon
- Lauréat : In Joy, Knowing the Abyss par Sarah Pinsker

### Prix Lambda Literary
- Fiction spéculative : Death by Silver par Melissa Scott et Amy Griswold

### Prix Seiun
- Roman japonais : Kororogi dake kara mokusei toroya e par Issui Ogawa

### Grand prix de l'Imaginaire
- Roman francophone : Anamnèse de Lady Star par L. L. Kloetzer
- Nouvelle francophone : Sept secondes pour devenir un aigle (recueil) par Thomas Day

### Prix Kurd-Laßwitz
- Roman germanophone : Dschiheads par Wolfgang Jeschke

### Prix Curt-Siodmak
- Film de science-fiction : Gravity, film américano-britannique d'Alfonso Cuarón
- Série de science-fiction : Doctor Who
- Production allemande de science-fiction : non décerné

## Parutions littéraires

### Romans
- L'Affaire Jésus par Andreas Eschbach.
- Annihilation par Jeff VanderMeer.
- La Bataille du Nether par Mark Cheverton.
- L'Épée de l'ancillaire par Ann Leckie.
- Face au dragon par Mark Cheverton.
- Glaive imparfait par John G. Hemry.
- Inébranlable par  John G. Hemry.
- L'Invasion de l'Overworld par Mark Cheverton.
- Involution par Johan Heliot.
- Maul : Prisonnier par Joe Schreiber.
- Les Mentats de Dune par Brian Herbert et Kevin J. Anderson.
- Catacombes et Hooligans, deux premiers romans de la trilogie Les Particules réfractaires par Mikhaïl W. Ramseier.
- Outresable par Hugh Howey.
- Station Eleven, par Emily St. John Mandel.

### Bandes dessinées
- Brane Zéro, tome 1, 1er album de la série Brane Zéro, écrit et dessiné par Mathieu Thonon.
- Réalité, deuxième tome de la série Entre-Monde par Yanouch.

## Sorties audiovisuelles

### Films
- The Amazing Spider-Man : Le Destin d'un héros par Marc Webb.
- The Anomaly par Noel Clarke.
- Area 51 par Oren Peli.
- Divergente par Neil Burger.
- Edge of Tomorrow par Doug Liman.
- Ex Machina par Alex Garland.
- Extraterrestrial par Colin Minihan.
- Les Gardiens de la Galaxie par James Gunn.
- The Giver par Phillip Noyce.
- Godzilla par Gareth Edwards.
- Interstellar par Christopher Nolan.
- Le Labyrinthe par Wes Ball.
- Lucy par Luc Besson.
- Monsters: Dark Continent par Tom Green.
- La Planète des singes : L'Affrontement par Matt Reeves.
- Predestination par Michael et Peter Spierig.
- Projet Almanac par Dean Israelite.
- The Last Druid: Garm Wars par Mamoru Oshii.
- RoboCop par José Padilha.
- Schnitzel par Asaf Epstein.
- Space Station 76 par Jack Plotnick.
- Transcendance par Wally Pfister.
- Transformers : L'Âge de l'extinction par Michael Bay.
- Zero Theorem par Terry Gilliam.

### Séries
- Les 100, saison 1 et saison 2.
- 2Day.
- Ascension.
- Doctor Who, saison 8.
- Star Wars: The Clone Wars, saison 6.
- Star Wars Rebels, saison 1.
- Z Nation, saison 1.

## Sorties vidéoludiques
- Elite: Dangerous par Frontier Developments.
- Wasteland 2 par inXile Entertainment et Obsidian Entertainment.